# Megameter
| Grotere/kleinere eenheden | Grotere/kleinere eenheden | Grotere/kleinere eenheden |
| factor                    | naam                      | symbool                   |
| ------------------------- | ------------------------- | ------------------------- |
| 10−15                     | femtometer of fermi       | fm                        |
| 10−12                     | picometer                 | pm                        |
| 10−10                     | ångström                  | Å                         |
| 10−9                      | nanometer                 | nm                        |
| 10−6                      | micrometer of micron      | µm                        |
| 10−3                      | millimeter                | mm                        |
| 10−2                      | centimeter                | cm                        |
| 10−1                      | decimeter                 | dm                        |
| 1                         | meter                     | m                         |
| 101                       | decameter                 | dam                       |
| 102                       | hectometer                | hm                        |
| 103                       | kilometer                 | km                        |
| 106                       | megameter                 | Mm                        |
| 109                       | gigameter                 | Gm                        |
| 1012                      | terameter                 | Tm                        |

De megameter is in het SI-stelsel een lengtemaat die gelijk is aan 1 000 000 meter ofwel 106 meter, 1000 kilometer. De afkorting van de megameter is Mm. Bij het beschrijven van golfverschijnselen met zeer lange golflengte in de fysische oceanografie gebruikt men de maat weleens om een orde van grootte aan te geven, maar daarbuiten vrijwel niet.
Een megameter is ongeveer de afstand tussen Amsterdam en Toulouse.